# Aporophyla dipsalea
Aporophyla dipsalea är en fjärilsart som beskrevs av Edward P. Wiltshire 1941. Aporophyla dipsalea ingår i släktet Aporophyla och familjen nattflyn. Inga underarter finns listade i Catalogue of Life.